# Thérèse Nawrath
Thérèse Nawrath (* 14. Februar 1984) ist eine deutsche Badmintonspielerin. 

## Karriere
Thérèse Nawrath erlernte das Spiel mit dem Federball bei der SV Falkensee-Finkenkrug, wechselte als Jugendspielerin jedoch schon bald zum BC Potsdam, wo sie zu den Leistungsträgern der ersten Mannschaft gehörte. Später startete sie für EBT Berlin. Größter sportlicher Erfolg ihrer Karriere war Rang drei bei den Czech International 2002 im Damendoppel mit Monja Bölter. Weitere internationale Starts folgten bei den Austrian International 2002, den BMW Open International 2002, den Welsh International 2002, den Dutch International 2003, den Bitburger Open 2003, den Hungarian International 2003, den Czech International 2003 und den Swedish International Stockholm 2004. National gewann sie bei den Deutschen Juniorenmeisterschaften drei Silbermedaillen. Bei den Brandenburgmeisterschaften war sie dreimal erfolgreich, bei den Norddeutschen Meisterschaften zweimal.